# L'estrany
|  | Per a altres significats, vegeu «L'estrany (impost)». |

L'estrany (títol original en francès: L'Étranger) és una novel·la escrita en francès publicada el 1942 pel francès Albert Camus, i traduïda al català per Joan Fuster.
La novel·la ha estat traduïda a setanta-cinc llengües. Luchino Visconti en va fer el 1967 una versió cinematogràfica, Lo straniero.

## Argument
Explica en primera persona la vida del seu protagonista, de cognom Mersault, des de la mort de la seva mare fins a la seva pròpia; és ell mateix l'estrany. Se sent diferent a les persones amb les quals es creua perquè ha perdut il·lusió per la vida. Se sent buit, passiu, indiferent i sense capacitat per a participar veritablement en la comunitat.
Mr. Mersault no és capaç de connectar, enfrontar i veritablement expressar les seves emocions, ni el dol per la mort de la seva mare ni la follia de l'enamorament amb la seva xicota. No cuida, ni tan sols és conscient de tenir la seva vida interior, ni es permet cap mena de transcendència. Així, es mou com un esperit que flota a l'atzar entre les altres persones, sense sentir que és vist ni que pot arribar a aquestes. Potser són persones igualment soles i desorientades que, com ell, passegen amb un somriure. Sent que no pot controlar la seva vida i, fins i tot, que ningú pot aspirar a fer-ho, i així les petites foteses el van abocant a poc a poc a l'autodestrucció. Se sent massa petit, massa dèbil, completament insignificant, enfront del món en què es mou, la seva pròpia vida personal i la societat, en la qual no pot intervenir-hi veritablement.

## Personatges
- Meursault: personatge principal
- Emmanuel: col·lega de feina d'en Meursault
- Céleste: amic d'en Meursault i gerent d'un restaurant freqüentat regularment per en Meursault
- el conserge: conserge de l'asil on vivia la mare d'en Meursault
- el director: el director de l'asil
- Thomas Pérez: un company d'asil de la mare d'en Meursault
- Marie Cardona: xicota d'en Meursault
- Salamano: veí ancià d'en Meursault, que té un gos
- Raymond Sintès: veí d'en Meursault
- Masson: amic d'en Raymond
- un grup d'àrabs: entre ells, hi ha el germà de la dona d'en Raymond, que és qui mata en Meursault
- el jutge d'instrucció: interroga Meursault tant sobre el seu assassinat com sobre la seva ànima
- l'advocat: l'advocat d'ofici que és assignat a en Meursault

## Estructura
L'obra està dividida en dues parts. En la primera part es presenta el protagonista, Mersault, un oficinista d'Alger, que assisteix a l'enterrament de la seva mare amb una manca de sentiments, igual que la indiferència envers el seu cap o la seva companya, fins a l'episodi de la mort a la platja. En la segona part de la novel·la, on es desenvolupa el procés judicial i la condemna, es pot apreciar el pensament que mou el protagonista. La sinceritat del personatge, sense penediment, deixa clar que Mersault només vol ser fidel a la veritat.

## Edició en català
- Camus, Albert. L'estrany. Traducció: Joan Fuster Ortells.  Edicions Proa, 19/10/2022 (A tot vent). ISBN 978-84-7588-961-0.

En l'edició del 2022 a la col·lecció A Tot Vent, en el vuitantè aniversari de la primera aparició de L’estrany, a més d’incloure-hi un pròleg d’Enric Sòria, s'ha revisat el text i també s'ha recuperat el pròleg de Joan Fuster que acompanyava la seva traducció en la primera edició catalana de l’any 1967.

## Adaptacions
L'any 1979, la banda musical britànica The Cure es va inspirar en aquest llibre per a la seva cançó Killing an Arab.
El 1967 Luchino Visconti en va fer una adaptació cinematogràfica, protagonitzada per Marcello Mastroianni, en el paper de Mersault i Anna Karina com Marie.